# Puente MacRobertson
El Puente MacRobertson (en inglés: MacRobertson Bridge) es un puente de carretera que lleva a Grange Road de Toorak en la orilla sur en Burnley, sobre el río Yarra y de la autopista sin peaje de Monash en Melbourne, Victoria, Australia.
El primer cruce del río en el lugar era hecho con el ferry Twickenham, que transporta pasajeros y fue fundado por el barquero Jesse Barrow en 1880. Fue nombrado así por el ferry Twickenham en Londres. El ferry sobrevivió hasta 1934, cuando fue reemplazado por el puente MacRobertson, financiado por Sir Macpherson Robertson.